# Sokólovo (Vólogda)
|  | Per a altres significats, vegeu «Sokólovo». |

Sokólovo (en rus: Соколово) és un poble de l'óblast de Vólogda, a Rússia, que el 2002 tenia 2 habitants. Pertany al districte rural de Veliki Ústiug.